# (25413) Dorischen
(25413) Dorischen est un astéroïde de la ceinture principale d'astéroïdes.

## Description
(25413) Dorischen est un astéroïde de la ceinture principale d'astéroïdes. Il fut découvert le 10 novembre 1999 à Socorro (Nouveau-Mexique) par le projet LINEAR. Il présente une orbite caractérisée par un demi-grand axe de 2,23 UA, une excentricité de 0,17 et une inclinaison de 0,5° par rapport à l'écliptique.

## Compléments